# Walter Mildmay
Walter Mildmay, död 1589, var en engelsk ämbetsman. Han var Chancellor of the Exchequer till Elisabeth I och grundare av Emmanuel College, Cambridge.